# Avancar
Avancar (Zipcar Carsharing S.A.) va ser una empresa de carsharing que va operar a Catalunya. Fundada l'any 2004 i instal·lada a Barcelona, ofereia un servei de cotxes de lloguer per hores o per dies, permetent als seus usuaris disposar de vehicles a qualsevol hora sense haver de fer front al pagament del combustible i de l'assegurança a tot risc. L'empresa va tancar el gener del 2019.
El projecte va ser iniciat l'any 2005 per la Generalitat de Catalunya, l'Ajuntament de Barcelona i l'Associació per la Promoció del Transport Públic, així com per altres empreses públiques i privades, i compta entre el seu accionariat des del 2009 amb la multinacional nord-americana Zipcar, que l'any 2011 va ampliar el seu capital convertint-se en el principal accionista de la companyia, que al seu torn fou comprada per Avis el 2013.
En 2016 Avancar oferia una flota de més de 300 vehicles de diferents gammes: utilitaris, compactes, familiars, furgonetes de càrrega, furgonetes de passatgers, híbrids i monovolums.